# Centre (Alabama)
Centre – miasto w Stanach Zjednoczonych, w stanie Alabama, stolica hrabstwa Cherokee. W 2008 liczyło 3509 mieszkańców. W roku 2023 liczba mieszkańców wzrosła do 3782 osób, a gęstość zaludnienia do 131,8 osoby/km².